# یوبک
یوبک (به آلمانی: Jübek) یک شهر در آلمان است که در اشلسویگ-فلنسبورگ واقع شده‌است. یوبک  ۲٬۵۷۲ نفر جمعیت دارد.